# Roca Gran de Ferrús
La Roca Gran de Ferrús o Paret de la Gallina Pelada és una muntanya de 2.129 metres situada a la serra d'Ensija que es troba al municipi de Fígols, a la comarca catalana del Berguedà. Es tracta d'una imponent paret de naturalesa calcària i conglomerat, d'orientció sud. Hi ha diverses vies d'escalada, la primera de les quals va ser oberta per Miquel Agramunt i Vicenç Fontclara del Centre Excursionista de Catalunya l'any 1952, en Fontclarà també era soci de l'Agrupació Excursionista Catalunya (AEC). És fàcilment accessible pel GR 107, a l'alçada del mas deshabitat del Ferrús.